# Festes llatines
Les Festes llatines (en llatí Feriae Latinae) eren una antiga festivitat religiosa de l'antiga Roma que se celebrava cada any al Mont Albà.
El dia de la celebració variava, ja que pertanyia a les anomenades festes Conceptivae, unes festes anuals sense dia fix. La data la fixaven els cònsols cada any quan prenien possessió del càrrec en iniciar el seu mandat. Era una de les festes més antigues celebrades pels romans. Se li atribueix un origen agrícola, quan predominava la vida pastoral sobre la urbana. Va existir fins al segle iii al menys, i segurament fins més tard.
La festivitat es va instaurar per reafirmar l'aliança entre els membres de la Lliga llatina, i s'instaurava una treva el dia de la festa. Cada ciutat llatina enviava un representant, que portava ofrenes, per exemple ovelles, formatges o altres productes del camp. El cònsol romà que presidia l'acte oferia una libació de llet i duia a terme el sacrifici d'una vedella completament blanca i que mai no hagués estat sotmesa al jou. La carn de la víctima es menjava com una part d'un àpat comunitari. Durant la festa, es penjaven dels arbres unes figuretes anomenades oscilla.
Els cònsols estaven obligats a assistir-hi, i deixaven un praefectus urbi al front de la ciutat. Si els cònsols havien d'estar absents (per exemple, si feien la guerra), s'anomenava un dictador per supervisar la festa. Els cònsols no podien marxar cap a les seves províncies fins després del festival.